# Міхал Кондратюк
Мі́хал Кондра́тюк (пол. Michał Kondratiuk; нар. 6 березня 1934, с. Дубіни, тепер Гайнівського повіту Підляського воєводства) — польський мовознавець, доктор філологічних наук з 1984.

## Біографія
Народився 6 березня 1934 року в с. Дубіни (тепер Гайнівського повіту Підляського воєводства, Польща.
Закінчив факультети російської (1958) та білоруської (1961) філології Варшавського університету.
В 1960—1992 працював в Інституті слов'янознавства Польської АН (у 1985—1992 — завідувачем відділу білоруської мови), з 1985 — у Білостоцькому філіалі Варшавського університету (з 1997 — Білостоцький університет): викладач, з 1992 — керівник кафедри білоруської філології, з 1997 — професор.

## Наукова діяльність
Досліджує формування і розвиток ойконімії («Місцеві назви південно-східної Білосточчини», 1974), балто-слов'янські, польсько-білоруські та польсько-українські міжмовні контакти («Вокалізм білорусько-українських говорів Гайнувського повіту», 1964; «Словотворчі тенденції у назвах мешканців на польсько-білорусько-українському пограниччі», 1969; «Балтійські елементи в топонімії та мікротопонімії Білостоцького регіону», 1985; «Формант ис (литовський utis) у географічних і особових власних назвах на терені Білосточчини», 1994; «Східнослов'янська ономастика. Бібліографічний покажчик літератури по 1965 рік включно», 1997; «Деякі лексичні запозичення у говірках польсько-українсько-білоруського пограниччя», 2000; «Імператив у говірках польсько-білорусько-українського порубіжжя», 2002, та ін.), лінгвогеографічним методом вивчає українські та білоруські говірки польсько-східнослов'янського суміжжя («Atlas gwar wschodnioslowianskich Bialostocczyzny», Т. 1—3, 1980—93, у співавторстві).